# Iardinis martensi
Iardinis martensi là một loài nhện trong họ Mysmenidae.
Loài này thuộc chi Iardinis. Iardinis martensi được P. M. Brignoli miêu tả năm 1978.